# Мстиславські воєводи

Мстиславські воєводи — посадова особа Великого князівства Литовського, Речі Посполитої; місцевий урядник у Мстиславському воєводстві, заступник великого князя та короля.
Мстиславське воєводство мало сенаторів якими були: воєвода вітебський, каштелян вітебський.

## Список мстиславських воєвод
| Воєводи мстиславські           | Воєводи мстиславські | Воєводи мстиславські            | Воєводи мстиславські                                           |
| Особа                          | Рік прийняття посади | Рік складання посади або смерті | Примітки                                                       |
| ------------------------------ | -------------------- | ------------------------------- | -------------------------------------------------------------- |
| Юрій Остик                     | 1566                 | 1578                            | Вступив на смоленського воєводу                                |
| Павло Миколайович Пац          | 1578                 | 1593                            | Вступив на віленського каштеляна                               |
| Єронім Ходкевич                | 1593                 | 1595                            | Вступив на віленського каштеляна                               |
| Станіслав Миколайович Нарбут   | 1595                 | 1596                            | Помер                                                          |
| Ян Янович Завіша               | 1596                 | 1599                            | Вступив на вітебського воєводу                                 |
| Петро Дорогостайський          | 1600                 | 1605                            | Вступив на смоленського воєводу                                |
| Андрій Іванович Сапега         | 1605                 | 1611                            | Помер                                                          |
| Ян-Остафій Тишкевич            | 1611                 | 1614                            | Вступив на берестейського воєводу                              |
| Олександр Головчинський        | 1614                 | 1617                            | Помер                                                          |
| Марцин Гедройц                 | 1617                 | 1621                            | Помер                                                          |
| Януш Скумін-Тишкевич           | 1590                 | 1618                            | Вступив на троцького воєводу                                   |
| Миколай Кішка                  | 1627                 | 1636                            | Вступив на троцького каштеляна                                 |
| Кшиштоф Кішка                  | 1636                 | 1639                            | Вступив на вітебського воєводу                                 |
| Йосип Львович Корсак           | 1639                 | 1643                            | Помер                                                          |
| Миколай Абрамович              | 1643                 | 1647                            | Вступив на троцького воєводу                                   |
| Фредерік Сапега                | 1647                 | 1650                            | Помер                                                          |
| Григорій Друцький-Горський     | 1650                 | 1659                            | Помер                                                          |
| Миколай Валеріян Цехановецький | 1659                 | 1672                            | Помер                                                          |
| Ян Самійлович Огінський        | 1672                 | 1682                            | Вступив на полоцького воєводу і польного гетьмана литовського  |
| Шимон Кароль Огінський         | 1685                 | 1688                            | Відмовився від посади                                          |
| Олександр Ян Масевич           | 1690                 | 1696                            | Помер                                                          |
| Міхал Давмонт-Сесіцький        | 1698                 | 1713                            | Помер                                                          |
| Ян Стефан Тізенгаузен          | 1714                 | 1730                            | Помер                                                          |
| Кшиштоф Домінік Пузина         | 1730                 | 1731                            | Помер                                                          |
| Юрій Станіслав Сапега          | 1732                 | 1732                            | Помер                                                          |
| Казимир Неселовський           | 1735                 | 1735                            | Не прийняв посаду                                              |
| Казимир Хлусевич               | 1735                 | 1737                            | Помер                                                          |
| Михайло Юзеф Масальський       | 1737                 | 1742                            | Вступив на троцького каштеляна                                 |
| Юрій Феліціан Сапега           | 1742                 | 1750                            | Помер                                                          |
| Ігнат Петро Сапега             | 1750                 | 1758                            | Помер                                                          |
| Костянтин Людвік Плятер        | 1758                 | 1770                            | Вступив на троцького каштеляна                                 |
| Юзеф Єжи Гільзен               | 1770                 | 1786                            | Помер                                                          |
| Тадеуш Білевич                 | 1786                 | 1788                            | Вступив на троцького каштеляна                                 |
| Франциск Ксаверій Хомінський   | 1788                 | 1795                            | Склав уряд у зв'язку із припиненням діяльності Речі Посполитої |